# Defensor (cómic)
El Defensor (Gabriel Dantes) es un superhéroe argentino de Marvel Comics que apareció por primera vez en Contest of Champions #1 (junio de 1982), fue creado por Mark Gruenwald, Bill Mantlo, Steven Crant y John Romita Jr.

## Biografía ficticia
Gabriel Carlos Dantes Sepúlveda nació en Córdoba, Argentina y trabajaba como operador de pala mecánica. Un día de trabajo, al excavar los cimientos para un moderno edificio de departamentos, descubrió una entrada oculta de un misterioso pasaje subterráneo (el argumento está en este punto basado en la existencia de varios antiquísimos túneles, criptas jesuitas y algunas catacumbas bajo el suelo de la ciudad de Córdoba). Reportó su hallazgo al capataz, que le dijo que lo ignorara y siguiera con su trabajo.
Después del hallazgo, Gabriel volvió furtivamente durante la noche al sitio de la obra en construcción e inició una exploración de las olvidadas y laberínticas criptas realizadas por arquitectos jesuitas, hasta encontrar en una de sus numerosas cámaras un traje que tenía semejanzas con las armaduras utilizadas por los conquistadores españoles en el siglo XV. La armadura estaba realizada con una aleación de vibranium, material extraída desde un hallazgo en África que otorgaba superpoderes a quien la vistiera. Al observar tales efectos, Gabriel decidió ser el superhéroe argentino, autodenominándose el Defensor.
Tiempo más tarde, Gabriel estaba luchando contra un grupo de paramilitares cuando fue teletransportado por el Gran Maestro a un remoto sitio del cosmos junto a otros superhéroes terrícolas para formar parte de la Competencia de Campeones. Gabriel fue llevado por el  Gran Maestro a participar en su partida contra la Muerte, en un intento de revivir a su hermano: el Colector. El Gran Maestro eligió a Gabriel para servir en su bando. Fue agrupado junto a She-Hulk y el Capitán Britania: su objetivo era obtener un cuarto de un objeto llamado el Globo de oro de la vida. Su equipo decidió trabajar por separado, por lo que Gabriel tuvo que enfrentarse solo contra el Hombre de Hierro. A pesar de que en un principio logró reflejar uno de sus ataques con su escudo, fue fácilmente derrotado. Recuperado de su batalla, observó junto a todos los demás héroes como el Gran Maestro, al resultar victorioso, resucitó a su hermano con el Globo de oro de la vida. Fue devuelto junto a todos los participantes a la tierra por la Muerte.
Fue asesinado por Everyman (bajo el disfraz de Zeitgeist) quien tenía como objetivo matar superhéroes. Su plan comenzó por Sudamérica y una de sus víctimas fue Gabriel. Años más tarde Nick Fury le pidió al Hombre Hormiga que viajase al pasado a través de un túnel cuántico para reclutar a Gabriel. Después de salir victoriosos T-Challa le obsequió beber como gratitud en su gran valor en la pelea la hierba con forma de corazón.

## Poderes y habilidades
Nivel de Fuerza:
El Defensor posee la fuerza normal de un hombre de su edad, peso y constitución que refuerza con ejercicios regulares.
Poderes Conocidos:
El Defensor no posee poderes sobrehumanos.
Habilidades Especiales:
El Defensor posee ciertos conocimientos de lucha cuerpo a cuerpo.
Armas:
El Defensor viste una armadura forjada en Vibranium, un metal extraterrestre llegado a la Tierra por un inmenso meteoro, pudiéndose encontrar únicamente en el reino africano de Wakanda o en la oculta jungla antártica apodada la Tierra Salvaje. El Vibranium Wakandiano posee la habilidad de absorber todas las formas de energía del espectro electromagnético, haciéndolo invulnerable a cualquier bombardeo radioactivo. Además, posee un punto de fusión extremadamente elevado (5.475 Fahrenheit) haciéndolo extremadamente resistente al calor y, un extremadamente bajo punto de congelación (- 395,4 Fahrenheit), provocando que su fuerza tensora sea muy alta a bajas temperaturas. El Vibranium así mismo, es capaz de absorber alrededor del 50 % de la inercia de un impacto (Debido a poseer una delicada estructura molecular de naturaleza cristalina en forma de hélice compuesta), impidiendo la penetración de cualquier proyectil balístico incluyendo armamento antitanque.
Aunque su armadura de Vibranium absorbe parte del impacto de la colisión, el Defensor puede ser afectado por un súbito cambio de inercia. Si fuera atropellado por un camión, sería lanzado por los aires igualmente. Absorbiendo cerca de la mitad del impacto, la armadura le protege de heridas penetrantes, abrasiones, e incluso de la rotura de huesos (Permitiendo que aterrice razonablemente bien).
La armadura de Vibranium del Defensor posee un endo-esqueleto potenciado por segmentos de motores lineales que reproducen la acción de los músculos a nivel molecular y aumentan la fuerza muscular natural del portador en un factor de 10. El propio traje esta alimentado por una fuente de energía desconocida (Que opera presumiblemente a nivel molecular). La electrónica incorporada en el traje se compone de moléculas entretejidas que recubren la superficie interna y actúan como sensores para los movimientos corporales del Defensor. Mientras que el Defensor es capaz de levantar 90 kg sin la armadura, con ella es capaz de levantar unos 900 kg. Así, vistiendo la armadura podría levantar los 900 kg durante el mismo tiempo que podría levantar los 90 kg sin ella.
La armadura no es hermética, al llevar la cara descubierta, y no posee ningún tipo de control medioambiental especial aparte de mantener la temperatura corporal.
El Defensor también porta un escudo de Vibranium en forma de disco de 75 centímetros de diámetro que puede ser usado como protección adicional, para protegerse el rostro o a otras personas, o como arma arrojadiza. Con un peso de poco más de 2 kilogramos, este escudo es tan indestructible como su armadura.